# Fishia vinela
Fishia vinela là một loài bướm đêm trong họ Noctuidae.